# Lu codici di la santa nicissità
Pubblicato nel 1990, Lu codici di la Santa Nicissità è una raccolta di racconti in vernacolo siciliano che l'autore, Berto Giambalvo (Castelvetrano 18 aprile 1926 - ivi 30 aprile 2005), carrettiere sempre vissuto lontano dagli ambienti letterari amava recitare nei suoi numerosi conviti, dove partecipavano amici e rappresentanti delle borghesia locale. Giambalvo è stato, l'ultimo letterato della nobile e arcaica civiltà contadina. Le sue novelle, che spesso rispecchiano il suo carattere fortemente umorista, per non perdere tutta quella freschezza e spontaneità d‘espressione prettamente contadina, sono state raccolte direttamente in lingua siciliana come lui le ha raffigurate, trascritte e tradotte in italiano da Franco Di Marco. Pubblicate in forma organica dalla Libera Università di Trapani, mostrano un mondo contadino intriso di ricordi, arguzie, filosofie, praticità; povero, ma ricco di valori umani oggi sono scomparsi. A causa della letteratura orale, purtroppo, moltissime novelle sono andate smarrite.

## Edizioni
- Berto Giambalvo, Lu Codici di la Santa Nicissità, Libera Università, Trapani, 1990.
- Berto Giambalvo, Lu Codici di la Santa Nicissità, ATTPT e UMTE, Trapani, 2010.